# Trisha Noble
Patricia Ann Ruth Noble (Marrickville, 3 febbraio 1944 – 23 gennaio 2021) è stata una cantante e attrice australiana.

## Biografia
Nacque a Sydney, Australia. Suo padre era l'attore e cantante Buster Noble e sua madre la cantante Helen De Paul.